# Шофај
Шофај (фр. Chauffailles) насеље је и општина у источном делу централне Француске у региону Бургоња, у департману Саона и Лоара која припада префектури Charolles.
По подацима из 2011. године у општини је живело 3868 становника, а густина насељености је износила 170,92 становника/km². Општина се простире на површини од 22,63 km². Налази се на средњој надморској висини од 440 метара (максималној 653 m, а минималној 352 m).

## Демографија
| 1962. | 1968. | 1975. | 1982. | 1990. | 1999. | 2011. |
| ----- | ----- | ----- | ----- | ----- | ----- | ----- |
| 4.018 | 4.479 | 4.955 | 4.831 | 4.485 | 4.119 | 3.868 |